# Polygonia koentzeyi
Polygonia koentzeyi är en fjärilsart som beskrevs av Dioszeghy 1913. Polygonia koentzeyi ingår i släktet Polygonia och familjen praktfjärilar. Inga underarter finns listade i Catalogue of Life.